# Hector-Neri Castañeda
Héctor Neri Castañeda Calderon (* 13. Dezember 1924 in Cabañas, Zacapa; † 7. September 1991 in Bloomington, Indiana) war ein amerikanischer Philosoph und Begründer der Zeitschrift Noûs.
Der in Guatemala geborene Castañeda emigrierte 1948 in die Vereinigten Staaten, um dort bei Wilfrid Sellars an der University of Minnesota Philosophie zu studieren (B.A. 1950, M.A. 1952). Im Juni 1954 promovierte Castañeda mit einer Arbeit mit dem Titel „The Logical Structure of Moral Reasoning“ zum Doktor der Philosophie. Es folgten zwei Jahre Studium an der Oxford University (1955/56), nach denen er in die Vereinigten Staaten zurückkehrte, um dort einen Lehrstuhl an der Duke University zu vertreten.
Bekannt geworden ist Castañeda insbesondere für seine Beiträge zur Deontischen Logik, zur Theorie von Wahrnehmung, Kognition und Handlung, zu seiner Theorie der Erfahrungserkenntnis, der sog. Gestalttheorie (Guise Theory) und für die erste Beschreibung quasi-indexikalischer Ausdrücke.
Castañeda starb 1991 in Bloomington (Indiana) infolge eines Gehirntumors.

## Akademische Laufbahn
Nach seiner kurzen Zeit als Vertretungsprofessor an der Duke University wurde Castañeda zum Professor der Philosophie an die Wayne State University in Detroit (Michigan) berufen, wo er von 1957 bis 1969 lehrte. Während dieser Zeit veröffentlichte 1967 er die erste Ausgabe der philosophischen Fachzeitschrift Noûs. In den Jahren 1962 und 1963 war er außerdem Gastwissenschaftler an der University of Texas at Austin. Zwischen 1967 und 1968 war er Stipendiat der renommierten John Simon Guggenheim Memorial Foundation.
1969 wechselte er an die Indiana University in Bloomington (Indiana) und wurde dort schließlich Mahlon Powell Professor of Philosophy, sowie (als erster in der Geschichte der Universität) Dekan für Lateinamerikanische Angelegenheiten (1978–1981). In den Jahren 1981 und 1982 war er als Wissenschaftler am Center for Advanced Study in the Behavioral Sciences tätig. Zwischen 1988 und 1990 längere Aufenthalte und Vortragstätigkeit an den Universitäten von Rotterdam, Freiburg und Heidelberg. 1990 wurde er in die American Academy of Arts and Sciences gewählt.

## Veröffentlichungen (Auswahl)
Aufsätze
- "7 + 5 = 12" As a Synthetic Proposition, Philosophy and Phenomenological Research, Vol. 21, No. 2 (Dec., 1960), pp. 141–158
- On the Semantics of the Ought-to-Do (1970)
- Intentions and the Structure of Intending (1971)
- The Paradoxes of Deontic Logic (1981)

Bücher
- Morality and the Language of Conduct (with George Nakhnikian), Detroit (Michigan): Wayne State University Press 1963
- The Structure of Morality, Springfield (Illinois): Charles C. Thomas Publisher 1974
- On Philosophical Method, Bloomington (Indiana): NOUS Publications 1980
- Thinking and Doing, The Philosophical Foundations of Institutions, Dordrecht: Reidel Publ Comp 1975, Pallas Paperback 1982
- Agent, Language, and the Structure of the World. Essays presented to Hector-Neri Castaneda with his replies, Edited by James E. Tomberlin, Hackett Publishing Company 1983
- Thinking, Language and Experience, Minneapolis: University of Minnesota Press 1989
- Sprache und Erfahrung. Texte zu einer neuen Ontologie, Eingeleitet und übersetzt von Helmut Pape, Frankfurt a.M: Suhrkamp 1982
- The Phenomeno-Logic of the I: Essays on Self-Consciousness, James G. Hart and Tomis Kapitan (Eds.), Bloomington / Indianapolis: Indiana University Press 1999